# George C. McGhee
George Crews McGhee (ur. 10 marca 1912 w Waco, zm. 4 lipca 2005 w Leesburgu) – amerykański przedsiębiorca naftowy i dyplomata w służbie dyplomatycznej Stanów Zjednoczonych.

## Życiorys

### Młodość
Urodził się 10 marca 1912 roku w Waco, w stanie Teksas, w rodzinie lokalnego bankiera. Studiował na Uniwersytecie Oklahomy, uzyskując dyplom w dziedzinie geologii w 1933 roku. Przez pewien czas pracował dla koncernu Conoco. Był członkiem ekipy, która metodami sejsmiki refleksyjnej dokonała odkrycia pierwszego złoża ropy naftowej na wybrzeżu Zatoki Meksykańskiej.
Otrzymawszy stypendium Rhodes, wyjechał do Wielkiej Brytanii, gdzie w 1937 roku doktoryzował się z fizyki na Uniwersytecie Oksfordzkim. Powrócił następnie do USA, gdzie został wiceprezesem National Geophysical Company i zajął się badaniami refleksyjnymi na Kubie. Po powrocie do Teksasu McGhee znalazł pracę w należącej do Everette’a DeGolyera firmie DeGolyer and MacNaughton, dla której prowadził poszukiwania złóż ropy naftowej. Wkrótce poślubił córkę właściciela firmy, Cecilię, którą sam określił mianem „najpiękniejszej i najbogatszej dziewczyny Teksasu”. W 1940 roku założył własną firmę, McGhee Production Company, i wkrótce odkrył pokaźne pole naftowe w okolicy Lake Charles w Luizjanie, dzięki któremu zarobił fortunę.

### Służba w czasie wojny
Na początku II wojny światowej wszedł w skład sztabu Biura Zarządzania Produkcją (Office of Production Management) oraz rządowej agencji War Production Board zajmującej się nadzorem nad produkcją na potrzeby wojenne. Zmobilizowany do marynarki wojennej, został oficerem wywiadu lotnictwa morskiego w sztabie gen. Curtisa LeMaya; za swoją służbę został odznaczony Legią Zasługi.

### Kariera dyplomatyczna
W 1946 ówczesny podsekretarz stanu ds. rozwoju gospodarczego William L. Clayton zatrudnił McGhee w Departamencie Stanu USA. Początkowo zajmował się m.in. rozdysponowaniem funduszu pomocowego dla Grecji i Turcji w wysokości ok. 400 mln dolarów, zajmował się także wojskową i gospodarczą pomocą dla krajów afrykańskich i bliskowschodnich. W latach 1952–1953 służył jako ambasador USA w Turcji, gdzie skutecznie popierał członkostwo tego kraju w NATO. Podczas pobytu w tym kraju państwo McGhee zamieszkiwali w zabytkowej osmańskiej willi w Alanii, którą nazwali „Turkish Delight” (gra słów oznaczająca rahatłukum, a dosłownie – turecki zachwyt).
W początku lat 60. XX wieku McGhee odegrał ważną rolę w rozwoju stosunków Stanów Zjednoczonych z Republiką Konga i Republiką Dominikany w początku lat 1960. Od listopada 1961 do kwietnia 1963 służył w administracji prezydenta Kennedy’ego jako trzeci w historii podsekretarz stanu do spraw politycznych. Zastąpił go na tym stanowisku William Averell Harriman. Następnie w latach 1963–1968 był ambasadorem USA w Niemczech Zachodnich.

### Emerytura
Od 1970 do 1974 szefował Federal City Council, waszyngtońskiej organizacji zrzeszającej przedsiębiorstwa, instytucje edukacyjne, urzędy i inne organizacje zainteresowane promocją rozwoju gospodarczego miasta Waszyngton.
Na emeryturze McGhee opublikował w 1990 na poły autobiograficzną powieść The Dance of the Billions: A Novel About Texas, Houston, and Oil (Taniec Miliardów: powieść o Teksasie, Houston i ropie). Nie spotkała się ona z ciepłym przyjęciem, co rodzina McGhee uznała za wynik jej „purytańskiego wydźwięku”. W 2001 ukazał się jego pamiętnik pod tytułem I did it this way (Tak to zrobiłem).
W 1989 roku McGhee podarował swoją turecką willę w Alanii Uniwersytetowi Georgetown, który założył w niej Centrum Studiów nad Wschodnim Morzem Śródziemnym jego imienia (McGhee Center for Eastern Mediterranean Studies). Posiadłość McGhee w hrabstwie Loudoun, Farmer's Delight, przekazana została Fundacji McGhee i działa jako muzeum, ośrodek naukowy i centrum konferencyjne. Posiadłość wpisano także do Krajowego Rejestru Zabytków.
Zmarł na zapalenie płuc 4 lipca 2005 w wieku 93 lat w Loudoun Hospital Center w Leesburgu w stanie Wirginia.